# Croc: Legend of the Gobbos
Croc: Legend of the Gobbos ist ein Jump ’n’ Run, das von Argonaut Games entwickelt und von Fox Interactive veröffentlicht wurde. Das Spiel war ein frühes Beispiel für ein 3D-Plattformspiel und wurde in Nordamerika im September 1997 für PlayStation und später im selben Jahr für den Sega Saturn und Microsoft Windows veröffentlicht. Croc: Legend of the Gobbos spielt in der fiktiven Umgebung des Gobbo Valley. Legend of the Gobbos handelt von einem jungen Krokodil namens Croc, das sich aufmacht, eine Gruppe von pelzigen Kreaturen, die als Gobbos bekannt sind, vor dem bösen Magier Baron Dante zu retten.
Die Entwicklung des Spiels begann kurz nach der erfolgreichen Zusammenarbeit zwischen Argonaut und Nintendo, die einen Prozessorchip für das Super Nintendo Entertainment System namens Super FX entwickelten, der in Spielen wie Star Fox zur Darstellung von 3D-Polygonumgebungen verwendet wurde. Der Chip wurde Nintendo zunächst als Prototyp für ein 3D-Plattformspiel vorgestellt, in dem der Spieler Yoshi aus Nintendos Super-Mario-Reihe steuerte, wurde aber schließlich von Nintendo abgelehnt, was die Zusammenarbeit beendete und Argonaut dazu veranlasste, das Spiel als eigenes Produkt neu zu entwickeln. Die Charaktere und die Spielmechanik des Spiels wurden von Simon Keating in seinem allerersten Videospielprojekt entworfen. Justin Scharvona komponierte die Musik des Spiels, während Jonathan Aris die Stimme von Croc verkörperte.
Croc: Legend of the Gobbos erhielt durchschnittliche Kritiken; gelobt wurden die Grafik, die Musik und der Sound des Spiels, während Kritik an der Steuerung und der Kamera geäußert wurde. Mit über 3 Millionen verkauften Exemplaren für die PlayStation wurde es zu einer der erfolgreichsten Veröffentlichungen von Argonaut. Eine Fortsetzung des Spiels mit dem Titel Croc 2 wurde 1999 veröffentlicht.

## Handlung
König Rufus, der Anführer der pelzigen Gobbos, beobachtet den Sonnenaufgang über dem Gobbotal, als er einen großen geflochtenen Korb sieht, in dem ein Babykrokodil den Fluss hinuntertreibt. König Rufus und die Gobbos sind zunächst misstrauisch gegenüber dem jungen Krokodil, lassen sich aber schließlich von seiner Unschuld überzeugen und beschließen, es als eines der ihren aufzuziehen und es in den Sitten der Gobbos zu unterrichten. Das Krokodil, das sie Croc nennen, wird mit der Zeit immer größer und schließlich deutlich größer als die Gobbos.
Eines Tages fallen Baron Dante und seine Schurkenbande, die Dantinis, in das Gobbotal ein und beginnen, die Gobbos zu terrorisieren, sie zu fangen und in Stahlkäfige zu sperren. Inmitten des Chaos beschwört König Rufus einen magischen gelben Vogel namens Beany, der seine magischen Fähigkeiten einsetzt, um Croc in Sicherheit zu bringen, unmittelbar bevor Rufus von Baron Dante geschnappt wird.
Bis Croc in Sicherheit gebracht ist, haben die Dantinis das gesamte Gobbo-Tal übernommen, alle Gobbos eingesperrt und unschuldige Kreaturen im ganzen Tal in Monster verwandelt, die ihnen als Diener dienen. Croc macht sich auf die Suche, um die Gobbos zu befreien und Baron Dante zu besiegen.

## Spielprinzip
Croc: Legend of the Gobbos ist ein Third-Person-3D-Platformer, in dem der Spieler die Hauptfigur, ein grünes Krokodil namens Croc, durch mehrere Parcours steuert, die auf verschiedenen Inseln im Gobbo Valley stattfinden. Die Levels sind über eine Weltkarte zugänglich und bestehen aus verschiedenen kleineren Unterabschnitten, die sowohl über als auch unter der Erde (und gelegentlich auch unter Wasser) stattfinden und mit verschiedenen Feinden und Hindernissen gespickt sind, die Croc zu behindern versuchen.
Das Hauptziel eines jeden Levels ist es, sich durch den Level zu bewegen und den Gong am Ende des Levels zu erreichen, um Croc in den nächsten Level zu befördern, während man gleichzeitig so viele gefangene Gobbos wie möglich rettet, die im Level gefangen sind. Bestimmte Abschnitte enthalten auch Endgegner, die als „Wächter“ bekannt sind und die Croc besiegen muss, um in den nächsten Abschnitt zu gelangen. In den einzelnen Abschnitten sind verschiedene Sammelobjekte verstreut, darunter kleine, graue Kristallkugeln, die Crocs Lebenspunkte auffüllen, und rote Herzen, die dem Spieler ein zusätzliches Leben geben, wenn er sie einsammelt. Außerdem sind in jeder Etappe 6 Gobbos versteckt, die vom Stamm der Dantini gefangen gehalten werden und während des gesamten Spiels Crocs Hauptziel darstellen. 5 dieser Gobbos sind an verschiedenen Stellen im Level versteckt, die oft durch das Lösen eines Rätsels oder das Absolvieren einer Herausforderung eingesammelt werden können, während sich der sechste Gobbo in einem Bonusraum befindet, der hinter einer Reihe von Türen versteckt ist und nur durch das Einsammeln von 5 farbigen Kristallen erreicht werden kann, die im Level versteckt sind. Die Rettung jedes Gobbo vor einem Bosslevel in jeder Welt schaltet ein geheimes Level frei, das abgeschlossen werden kann, um ein Puzzleteil zu sammeln. Durch das Einsammeln aller Puzzleteile im Spiel wird eine zusätzliche Insel freigeschaltet, die weitere Levels enthält, die der Spieler durchspielen kann. Das Einsammeln der Gobbos ist zwar nicht zwingend erforderlich, um das Spiel zu beenden, aber es ist notwendig, um gegen den Endboss des Spiels anzutreten und das wahre Ende des Spiels freizuschalten.
Die Manövrierfähigkeiten von Croc sind in gewisser Weise mit denen von Mario in Super Mario 64 vergleichbar. Seine primären Bewegungsmethoden bestehen aus den Fähigkeiten Laufen, Springen, Klettern und Schwimmen, wobei er entweder den Analogstick oder das D-Pad verwendet, sowie aus den Fähigkeiten, einen Sidestep und eine schnelle 180-Grad-Drehung als weitere Manövriermethoden auszuführen. Crocs Hauptangriffsmethode besteht aus einem Schwanzschwung, mit dem er Feinde und Bosse besiegt, sowie aus einem Hüftschwung, mit dem er Kisten mit Sammelobjekten aufbrechen kann. Die Gesundheit von Croc wird durch die Kristalle dargestellt, die der Spieler im Laufe des Spiels sammelt. Wenn Croc von einem Gegner verletzt wird, gehen alle Kristalle verloren und werden um ihn herum in verschiedene Richtungen verstreut (ähnlich wie in Sonic-the-Hedgehog-Spielen). Wenn Croc verletzt wird, während er keine Kristalle hat, verliert der Spieler ein Leben und wird an den Anfang des Abschnitts des Levels zurückgeschickt, in dem er sich gerade befindet.

## Entwicklung

### Konzept
Die Entwicklung Croc: Legend of the Gobbos begann als ein frühes Konzept für ein 3D-Plattformspiel, in dem der Spieler die Figur Yoshi aus Nintendos Super-Mario-Serie steuerte. Das Spiel mit dem Titel Yoshi Racing war eine Mischung aus verschiedenen Mechanismen der beiden Videospiele Super Mario World und Super Mario Kart.
Nach einer erfolgreichen Zusammenarbeit mit Nintendo aufgrund der Entwicklung des Super FX-Erweiterungschips, der in mehreren Super-Nintendo-Entertainment-System-Spielen wie Star Fox und Super Mario World 2: Yoshi’s Island verwendet wurde, entwickelte Argonaut Games einen Prototyp des Spiels, den Firmengründer Jez San als „im Grunde das erste 3D-Plattformspiel der Welt“ bezeichnete, und stellte ihn Nintendo vor. Laut San war das Unternehmen anfangs von dem Spiel begeistert, wobei der Schöpfer von Super Mario, Shigeru Miyamoto, sich besonders fasziniert von dem Projekt zeigte. Trotz dieser enthusiastischen Reaktion lehnte Nintendo Argonaut schließlich aus nicht näher genannten Gründen ab, was die Beziehung zwischen den beiden Unternehmen beendete, die mit der Entwicklung von Star Fox begonnen hatte und Argonaut dazu veranlasste, einen anderen Verleger für die Finanzierung und Veröffentlichung des Spiels zu finden. Nachdem Argonaut den Prototyp herumgereicht hatte, erhielt es 1996 Angebote von mehreren Verlegern. Die Wahl fiel auf Fox Interactive, weil das Unternehmen einen soliden Plan hatte, um Croc in eine Multimedia-Franchise zu verwandeln und den Mitarbeitern von Argonaut, die bereits an einem Spiel für Fox (Alien Resurrection) arbeiteten, vertraut war. Jez San zufolge hatte der Prototyp von Yoshi Racing, den Argonaut ursprünglich Nintendo vorgelegt hatte, einen großen Einfluss auf die Entwicklung von Super Mario 64, obwohl er in einem Interview von 1997 erklärte, dass die Ähnlichkeit zwischen den beiden Spielen möglicherweise rein zufällig war.
Nachdem er von Nintendo abgelehnt worden war, suchte Argonaut nach einer neuen Figur, die den Platz von Yoshi einnehmen sollte. Das Angebot, eine neue Figur zu entwerfen, kam von dem jungen Computerkünstler Simon Keating, der in die Entwicklung des Spiels „hineingestolpert“ war, als er hörte, dass die Entwickler des Spiels eine neue Hauptfigur brauchten – sein erster Job in der Videospielindustrie. Nachdem er verschiedene mögliche Charakterentwürfe skizziert hatte, kam Keating schließlich auf den endgültigen Entwurf von Croc, als Argonaut ihn bat, einen Charakter zu entwerfen, dessen Design dem von Yoshi ein wenig ähnelte. Laut Keating erhielt Croc einen einzelnen Reißzahn, der aus seinem Maul herausragt, in Anlehnung an seine damalige Hauskatze, die das gleiche Merkmal hatte.
Das Team entwickelte die Handlung des Spiels und das Konzept der Gobbos aus dem Wunsch heraus, Croc „etwas zum Retten“ zu geben, das keine Jungfrau in Nöten, wie z. B. eine Prinzessin, ist, da das Team der Meinung war, dass dies zu bizarr für das Setting und die Hauptfigur des Spiels gewesen wäre. Laut Keating waren die Gobbos in der frühen Entwicklungsphase ursprünglich rosa gefärbt, aber der Animator Pete Day änderte später die Fellfarbe der Figuren in braun, damit sie in einer 3D-Umgebung besser wirken konnten.

### Design
Die Spielmechanik von Croc wurde von Keating und dem Chefdesigner Nic Cusworth entwickelt. Die Levels des Spiels wurden aufgrund der damaligen Hardware-Beschränkungen und des Wunsches von Argonaut, keine überzeugende Tiefenwahrnehmung erzeugen zu müssen, in mehrere Unterabschnitte unterteilt. Das Team entwarf die Levels mit dem Ziel, dass sich jeder einzelne Raum wie ein eigenes Puzzle anfühlt, das dem Spieler ein Gefühl der Vollendung vermittelt, wenn er es geschafft hat. Cusworth hat sich die Namen für viele der Level ausgedacht, von denen einige Anspielungen auf andere Stücke der Populärkultur waren; der erste Level des Spiels mit dem Namen „...And So The Adventure Begins“ war eine Anspielung auf die Titelkarte des Musikvideos für den David-Lee-Roth-Song Yankee Rose, den Cusworth in einer Videosammlung gefunden hatte, die er damals besaß. Der Level „Shouting Lava Lava Lava“ war ein Wortspiel mit dem Text „Shouting Lager Lager Lager“ aus dem Song Born Slippy von Underworld, der in der britischen Filmkomödie Trainspotting – Neue Helden erschien. Einige Snowboard-Levels wurden für das Spiel erstellt, aber gegen Ende der Entwicklung wieder entfernt, da keine Zeit mehr blieb, sie vor dem Erscheinungsdatum fertigzustellen.
Croc: Legend of the Gobbos wurde mit einer proprietären BASIC-ähnlichen Sprache namens „Argonaut Strategy Language“ programmiert, während die Level und die Spielmechanik mit einem hauseigenen Level-Editor namens „CrocEd“ erstellt wurden, der unter MS-DOS lief. Die Engine für Croc wurde von Argonaut für mehrere andere Spiele wiederverwendet, darunter Alien: Resurrection, Disneys Aladdin in Nasira’s Revenge und Harry Potter und der Stein der Weisen. Obwohl Croc die Verwendung des Analogsticks des DualShock-Controllers für die Bewegung unterstützte, wurde der Controller erst spät in der Produktion des Spiels veröffentlicht und das Spiel wurde hauptsächlich mit Blick auf die Richtungspad-Steuerung des Sega Saturn entwickelt.

### Audio
Die Musik für Croc wurde von Justin Scharvona, Karin Griffin und Martin Gwynn Jones komponiert. Scharvona hatte seit 1988 Musik für mehrere Argonaut-Spiele komponiert und war seit 1994 bei dem Studio beschäftigt. Der Soundtrack wurde zeitgleich mit dem Rest des Spiels entwickelt und nicht für ein bereits fertiges Spiel komponiert. Scharvona versuchte, die Lieder des Spiels so zu komponieren, dass die Zuhörer in der Lage sind, sie „mitzupfeifen“. Das Titelthema des Spiels wurde von einem Lied inspiriert, das auf einer CD mit mexikanischer Musik enthalten war, die Scharvona gehört hatte, und das ein rhythmisches Klavierriff und eine Solotrompete als Titelmusik enthielt. Die Umgebungsmusik, die während der Höhlen-Levels gespielt wird, wurde von mehreren anderen populären Musikstücken inspiriert; das rhythmische Fingerschnippen und das Cembalo der Songs basierten auf dem Titelthema von The Addams Family, während das Lead-Theremin auf der Horror-Musik aus den Halloween-Specials Treehouse of Horror von Die Simpsons basierte und die Hammondorgel von einer Coverversion von Foxy Lady abgeleitet wurde, die Scharvona zu dieser Zeit für das Videospiel Wayne's World komponiert hatte. Laut Jez San schufen die Komponisten so viele Melodien für Croc, dass der Ton im Verhältnis 4:1 komprimiert werden musste, um alles auf eine Disc zu bekommen.
Die Stimmsamples für Croc wurden von dem britischen Schauspieler Jonathan Aris zur Verfügung gestellt, der damals mit der Audioabteilung von Argonaut befreundet war. Aris kam in das Studio von Argonaut, um die Rolle zu übernehmen, und nahm laut Cusworth alle seine Dialoge innerhalb einer Stunde auf.

## Veröffentlichung
Croc: Legend of the Gobbos wurde von Fox Interactive im Mai 1997 angekündigt und erstmals auf der Electronic Entertainment Expo 1997 im Juni 1997 als eines von 4 von Fox präsentierten Spielen vorgestellt. Das Spiel wurde in Nordamerika am 29. September 1997 für die Sony PlayStation und später in Europa im Oktober 1997 veröffentlicht. Später wurde es 1997 in Nordamerika und Europa für den Sega Saturn veröffentlicht. Eine Microsoft Windows-Portierung des Spiels wurde am 26. November 1997 in Nordamerika veröffentlicht. Die PlayStation-Version des Spiels wurde Ende September 1998 unter dem Banner Greatest Hits von Sony neu aufgelegt. Das Spiel wurde in Japan am 18. Dezember 1997 für die PlayStation und am 26. März 1998 für den Sega Saturn als Croc! Pau Pau Island, wo es von Mitsui MediaQuest veröffentlicht wurde.

### Werbung
Ein Werbespot für Croc: Legend of the Gobbos wurde am Anfang der VHS-Veröffentlichung von Casper – Wie alles begann sowie eine VHS-Veröffentlichung von Power Rangers in Space. Im November 1997 veranstaltete Electronic Gaming Monthly ein Gewinnspiel, bei dem die Teilnehmer durch Einsendung einer Postkarte ein Exemplar des Spiels sowie verschiedene Kleidungsstücke im Croc-Stil gewinnen konnten, darunter eine Wildleder-/Wolljacke, ein Lederrucksack, ein T-Shirt und ein Baseballcap. Ein offizielles Strategiehandbuch für das Spiel, geschrieben von Anthony James, wurde 1997 von Prima Games veröffentlicht.

## Rezeption
Croc: Legend of the Gobbos erhielt gemischte bis positive Kritiken. Die PlayStation-Version erhielt auf der Bewertungswebsite GameRankings auf der Grundlage von sieben Bewertungen eine Gesamtbewertung von 79,14 %.
Die Kritiker waren sich fast einig, dass das Spiel sehr abgeleitet ist und schamlos Elemente aus früheren Jump-’n’-Run-Spielen wie Tomb Raider (an Vorsprüngen hängen, Blöcke schieben), Sonic the Hedgehog (Verlust von gesammelten Gegenständen, wenn man getroffen wird), Gex (der Schwanzpeitschen-Angriff) und Super Mario 64 (der Hinternstampfer, das frei bewegliche 3D, der visuelle Stil) übernimmt. Die meisten kamen jedoch zu dem Schluss, dass diese Secondhand-Elemente so kombiniert wurden, dass sie ein zumindest mäßig unterhaltsames Erlebnis mit einem gewissen Gefühl für sich selbst ergaben. Sushi-X von Electronic Gaming Monthly kam zum Beispiel zu dem Schluss, dass „die meisten Features aus anderen Titeln entliehen zu sein scheinen, aber die Mischung funktioniert ziemlich gut“. Game Informer stellte fest: „Uns gefällt alles, was aus den verschiedenen Spielen übernommen wurde, und wir sind sicher, dass Sie das auch tun werden. Croc nutzt all diese Ideen und fügt ihnen seine eigene Note hinzu.“
Die Kritiker merkten außerdem an, dass das Spiel aufgrund seiner ähnlichen Grafik und seines Umfangs wie Super Mario 64 eine beeindruckende technische Leistung sowohl für die PlayStation als auch für den Saturn darstellte, von denen man allgemein annahm, dass sie nicht so leistungsfähig wie der Nintendo 64 waren. In den Rezensionen zur Saturn-Version wurde angemerkt, dass sie der PlayStation-Version zwar unterlegen ist, die Unterschiede zwischen den beiden Versionen aber beeindruckend gering sind. Alle vier Rezensenten von Electronic Gaming Monthly vergaben für beide Versionen 7,5 von 10 Punkten.
Die Kritiker lobten auch die eingängige Musik, die atmosphärischen Soundeffekte und die zusätzliche optionale Herausforderung, geheime Bereiche zu erreichen. Das Sega Saturn Magazine fasste zusammen, dass „Argonaut ein Klangerlebnis geschaffen hat, das man nur mit vollen Surround-Sound-Lautsprechern richtig genießen kann. Durch die Kombination von digitalisierter Sprache, mitreißenden Melodien und einigen erschreckend realistischen Umgebungseffekten bieten die vielen Welten von Croc eine Atmosphäre, die nur wenige Entwickler je erreicht haben.“
Die Steuerung war eher umstritten. Während einige sie als solide und raffiniert beschrieben, bemängelten andere, dass sie inkonsistent reagiert und unlogisch konfiguriert ist. GamePro führte aus: „Wenn man den Analog-Controller nach unten drückt, macht Croc unerklärlicherweise einen Schritt nach vorne, um sich in einem Bogen zu drehen, und stürzt von allen Vorsprüngen, wenn er zu nah ist.“ Die meisten Kritiker empfanden auch die Kamera als ein ernsthaftes Problem, das es schwierig machte, Sprünge zu beurteilen, besonders in den späteren Phasen des Spiels. Joe Fielder von GameSpot sagte, dies mache das Spiel „frustrierend schwer zu spielen“.
Ein Mangel an Abwechslung im Gameplay und in der Umgebungsgestaltung war ein weiteres häufig genanntes Problem. IGN lobte die Grafik und die Steuerung, kritisierte aber den Mangel an Abwechslung und verwies auf die Ähnlichkeiten zu Super Mario 64. Auch Next Generation äußerte sich insgesamt zurückhaltend und urteilte, dass „das Spiel gerade genug hübsche, schmerzfreie Unterhaltung bietet, um die Spieler bei Laune zu halten, aber es gibt nicht genug Herausforderung, um Croc eine Nische neben den Klassikern zu bescheinigen, die es so gerne nachahmen möchte. Es ist gerade genug, um zu vermeiden, dass sein Name gegen ihn verwendet wird.“
Die Kritiken für die PC-Version waren im Allgemeinen negativer als die für die Konsolenversionen. Josh Smith von GameSpot kritisierte die Grafik, die Kamera und die Steuerung und bezeichnete das Spiel schließlich als „einen generischen 3D-Plattformer“. PC Gamer merkte an, dass es schwierig ist, 3D-Plattformer richtig zu machen, weil die umherwandernde Kamera das präzise Springen, das das Genre erfordert, erschwert, und urteilte: „Das resultierende Gameplay kann von gelegentlich irritierend bis katastrophal sein, und leider fällt Fox Interactives neuester 3D-Plattformer Croc irgendwo dazwischen.“
2014 nahm GamesRadar Croc in seine Liste der besten Sega Saturn-Spiele aller Zeiten auf und stellte fest, dass das Spiel „den Spielern von Sega und Sony die Möglichkeit gab, 42 farbenfrohe Levels von Argonauts Version des Pilzkönigreichs zu erkunden und dem Unternehmen dabei einen eigenen Bestseller bescherte.“
Croc: Legend of the Gobbos war ein kommerzieller Erfolg für Argonaut: Die PlayStation-Version des Spiels verkaufte sich in den USA über eine Million Mal und war im Vereinigten Königreich zwei Monate lang ein Konsolen-Bestseller. Bis September 1998 wurden weltweit mehr als 1,5 Millionen Exemplare des Spiels verkauft; bis Mai 1999 wurden über 2 Millionen Exemplare des Spiels ausgeliefert, und bis März 2000 wurden über 2,4 Millionen Einheiten verkauft. Das Spiel entwickelte sich zu einem der meistverkauften Titel von Argonaut Games, und die PlayStation-Version des Spiels verkaufte sich weltweit über 3 Millionen Mal.

## Fortsetzungen und Spin-offs
Eine Fortsetzung von Croc: Legend of the Gobbos wurde erstmals auf der Rückseite des Handbuchs der Sega Saturn-Version des Spiels angepriesen. Ursprünglich für Weihnachten 1998 angekündigt, wurde Croc 2 im Juni 1999 für die PlayStation und später für Microsoft Windows und den Game Boy Color veröffentlicht. Eine Sega Saturn-Version wurde ebenfalls angekündigt, aber nie veröffentlicht, und eine Sega-Dreamcast-Portierung des Spiels wurde schließlich abgesagt. Das Spiel folgt Croc, der sich wieder einmal auf den Weg macht, um Baron Dante zu besiegen, der den alten Erfinder Gobbo gefangen genommen hat, während er gleichzeitig nach seinen lange verschollenen Eltern sucht. Im Vergleich zum ersten Spiel wurden zahlreiche Gameplay-Änderungen vorgenommen, darunter die Hinzufügung eines Gesundheitszählers, mehr missionsbasierte Levels und ein offener Hub-Bereich für die Navigation durch die Level. Eine 2D-Side-Scrolling-Portierung des Spiels für den Game Boy Color, einfach mit dem Titel Croc, wurde im Juni 2000 veröffentlicht. Drei Handyspiele, die auf dem Spiel basieren und von Morpheme entwickelt wurden, wurden Mitte der 2000er Jahre veröffentlicht und hießen Croc Mobile: Jungle Rumble, Croc Mobile Pinball und Croc Mobile: Volcanic Panic!.
Aufgrund des Erfolgs des Originalspiels und seines Nachfolgers erwog Fox Interactive, eine animierte Fernsehserie auf der Grundlage der Spiele zu produzieren, ein Plan, der jedoch nie verwirklicht wurde.